# Club Bàsquet Girona 2007-2008
Questa voce raccoglie le informazioni riguardanti la società spagnola di pallacanestro Club Bàsquet Girona nelle competizioni ufficiali della stagione 2007-2008.

## Stagione
La stagione 2007-2008 del Club Bàsquet Girona è la 20ª nel massimo campionato spagnolo di pallacanestro, la Liga ACB.

## Roster
Aggiornato al 14 luglio 2018.
| Akasvayu Girona 2007-08 | Akasvayu Girona 2007-08 |
| Giocatori               | Staff tecnico           |
| ----------------------- | ----------------------- |

| N. | Naz.                                          | Ruolo | Nome                  | Anno | Alt.   | Peso   |  |
| -- | --------------------------------------------- | ----- | --------------------- | ---- | ------ | ------ |  |
| 4  | Stati Uniti (bandiera)                        | AP    | Jarod Stevenson       | 1975 | 200 cm | 93 kg  |  |
| 5  | Serbia (bandiera)                             | AP    | Branko Cvetković      | 1984 | 200 cm | 95 kg  |  |
| 7  | Stati Uniti (bandiera)                        | AG    | Jackson Vroman        | 1981 | 208 cm | 100 kg |  |
| 8  | Spagna (bandiera)                             | P     | Víctor Sada           | 1984 | 192 cm | 90 kg  |  |
| 10 | Stati Uniti (bandiera) · Slovenia (bandiera)  | P     | Arriel McDonald (C)   | 1972 | 190 cm | 90 kg  |  |
| 11 | Lituania (bandiera)                           | C     | Tomas Nagys           | 1980 | 208 cm | 120 kg |  |
| 15 | Stati Uniti (bandiera)                        | AG    | Erik Daniels          | 1982 | 204 cm | 102 kg |  |
| 18 | Spagna (bandiera)                             | G     | Román Montañez        | 1979 | 193 cm | 91 kg  |  |
| 19 | Spagna (bandiera)                             | AP    | Fernando San Emeterio | 1984 | 199 cm | 100 kg |  |
| 20 | Montenegro (bandiera)                         | C     | Predrag Drobnjak      | 1975 | 211 cm | 122 kg |  |
| 32 | Stati Uniti (bandiera) · Rep. Ceca (bandiera) | P     | Maurice Whitfield     | 1973 | 185 cm |        |  |
| 33 | Spagna (bandiera)                             | C     | Marc Gasol            | 1985 | 215 cm | 115 kg |  |
| 44 | Stati Uniti (bandiera) · Spagna (bandiera)    | AG    | Darryl Middleton      | 1966 | 203 cm | 109 kg |  |
| 52 | Spagna (bandiera)                             | PG    | Pau Llinas            | 1990 | 181 cm |        |  |
| 53 | Spagna (bandiera)                             | A     | Albert Teruel         | 1987 | 198 cm |        |  |
| 55 | Serbia (bandiera)                             | AC    | Ivan Radenović        | 1984 | 209 cm | 101 kg |  |

| Allenatore                                                                          |
| - Pedro Martínez Sánchez                                                            |
| Assistente/i                                                                        |
| - Borja Comenge - Diego Ocampo Legenda - (C) Capitano - (IN) Inattivo - Infortunato |

## Mercato

### Sessione estiva
| Acquisti | Acquisti         | Acquisti         | Acquisti   | Acquisti |
| R.a      | Nome             | da               | Modalità   |          |
| -------- | ---------------- | ---------------- | ---------- | -------- |
| AP       | Branko Cvetković | FMP Železnik     | definitivo |          |
| AG       | Jackson Vroman   | Gran Canaria     | definitivo |          |
| G        | Román Montañez   | Bilbao Berri     | definitivo |          |
| AC       | Ivan Radenović   | Arizona Wildcats | definitivo |          |
| C        | Predrag Drobnjak | Partizan         | definitivo |          |
| AP       | Jarod Stevenson  | UNICS Kazan'     | definitivo |          |

| Cessioni | Cessioni        | Cessioni          | Cessioni       | Cessioni |
| R.       | Nome            | a                 | Modalità       |          |
| -------- | --------------- | ----------------- | -------------- | -------- |
| P        | Marko Marinović | Minorca           | fine contratto |          |
| AP       | Dainius Šalenga | Žalgiris Kaunas   | fine contratto |          |
| C        | Dalibor Bagarić | Fortitudo Bologna | fine contratto |          |
| G        | Bootsy Thornton | Mens Sana Siena   | fine contratto |          |
| AP       | Marko Kešelj    | Colonia 99ers     | fine contratto |          |
| AC       | Gregor Fučka    | Virtus Roma       | fine contratto |          |
| C        | Germán Gabriel  | Málaga            | fine contratto |          |

### Dopo l'inizio della stagione
| Acquisti | Acquisti          | Acquisti          | Acquisti        | Acquisti   |
| R.       | Nome              | da                | Data            | Modalità   |
| -------- | ----------------- | ----------------- | --------------- | ---------- |
| P        | Maurice Whitfield | Olympias Patrasso | 10 gennaio 2008 | definitivo |
| AG       | Erik Daniels      | Virtus Roma       | gennaio 2008    | definitivo |
| C        | Tomas Nagys       | Barons Rīga       | febbraio 2008   | definitivo |

| Cessioni | Cessioni         | Cessioni       | Cessioni         | Cessioni    |
| R.       | Nome             | a              | Data             | Modalità    |
| -------- | ---------------- | -------------- | ---------------- | ----------- |
| C        | Predrag Drobnjak | Beşiktaş       | 22 dicembre 2007 | rescissione |
| AP       | Jarod Stevenson  | Maroussi       | gennaio 2008     | rescissione |
| AG       | Jackson Vroman   | Lietuvos rytas | febbraio 2008    | rescissione |